# Germana de Foix
Ursula Germana di Foix (Germaine in francese, in inglese, in tedesco e in fiammingo, Germana in spagnolo, in asturiano, in aragonese, in basco, in portoghese, in galiziano e in catalano; 1488  circa – Llíria, 15 ottobre 1536) è stata regina consorte d'Aragona dal 1505 al 1516.

## Origini familiari
Germana era la figlia secondogenita dell'infante di Navarra, visconte di Narbona e conte di Étampes, Giovanni e di Maria d'Orléans. Germana era perciò cugina dei re di Navarra Francesco Febo e Caterina, da parte di padre e quindi era nipote di Luigi XII di Francia, da parte di madre.

## Infanzia
Germana, nel 1500, rimase orfana del padre, Giovanni, che, durante la guerra civile di Navarra, combattuta contro la regina di Navarra, Caterina, aveva avuto il supporto del re della Corona d'Aragona, Ferdinando II con cui si era alleato.

## Matrimonio con Ferdinando e regina d'Aragona
Il matrimonio di Germana con il re di Aragona fu il frutto dell'alleanza tra suo padre e Ferdinando II, che, nel 1504, era rimasto vedovo di Isabella I di Castiglia. Dopo la morte della sua prima moglie, la celebre Isabella, Ferdinando si decise a questa mossa perché il suo genero Filippo d'Austria aveva preso il controllo della corona di Castiglia attraverso il matrimonio con sua figlia, Giovanna la Pazza, privandolo di ogni influenza in quel regno; perciò Ferdinando voleva avere un nuovo figlio maschio da una nuova moglie, così da escludere, dopo la sua morte, Giovanna e il marito almeno dal trono di Aragona. Il matrimonio fu celebrato a Blois, il 19 ottobre 1505, tra Germana e lo stesso Ferdinando II, e permise anche di stringere una alleanza tra Ferdinando e il re di Francia Luigi XII, che prevedeva la spartizione dell'Italia in sfere d'influenza (ai francesi il Ducato di Milano e Napoli, agli aragonesi il resto del sud Italia).

## Morte di Ferdinando e successione di Carlo
Ferdinando morì nel 1516, gli successe il nipote Carlo di Gand (con il titolo di Carlo I di Spagna) che in seguito divenne anche Carlo V Imperatore del Sacro Romano Impero.
Carlo era figlio di Filippo il Bello d'Asburgo, figlio a sua volta dell'Imperatore Massimiliano I d'Austria e di Maria di Borgogna, erede dei vasti possedimenti dei Duchi di Borgogna. La madre era invece Giovanna di Castiglia, detta "la Pazza", figlia dei Re Cattolici Ferdinando II d'Aragona e della sua consorte Isabella di Castiglia. In virtù di questi avi d'eccezione, Carlo poté ereditare un vastissimo impero. I rapporti di Germana col nipote, Carlo V, furono molto buoni e anche chiacchierati, tanto che alla fine fu deciso di dare a Germana un secondo marito, così da far tacere i pettegolezzi.

## Viceregina di Valencia
Il 17 giugno 1519, Germana sposò in seconde nozze il canonico di Colonia, Giovanni di Brandeburgo-Ansbach (1493-1525), figlio del margravio del Brandeburgo, Federico I di Brandeburgo-Ansbach e di Sofia di Polonia (6 aprile 1464-5 ottobre 1512), figlia del Re Casimiro IV di Polonia e di sua moglie Elisabetta d'Asburgo.
Il nipote di lei, Carlo V, nel 1523, li nominò rispettivamente Viceré e Viceregina del regno di Valencia; Germana si trovò però presto a dover affrontare una rivolta, scoppiata nel vicereame verso il 1520, una rivolta che da lei venne poi soprannominata come germana (Germanías).
Nel 1525, Germana rimase vedova per la seconda volta.
A Siviglia, nell'agosto 1526, Germana si sposò per la terza volta con il Duca di Calabria, Ferdinando d’Aragona (Andria, 15 dicembre 1488 – Valencia, 26 ottobre 1550), figlio dell'ultimo re di Napoli, Federico I di Napoli e di Isabella Del Balzo.
Assieme al suo terzo marito, nominato a sua volta viceré di Valencia, Germana riuscì finalmente a domare la rivolta che continuava a serpeggiare.
Con l'appoggio dell'ultimo marito, in qualità di viceregina, Germana sviluppò le arti valenciane, soprattutto il teatro e la musica.
Germana morì a Llíria, il 15 ottobre 1536.

## Discendenza
Germana diede solo un figlio al primo marito Ferdinando II:
- Giovanni d'Aragona, che però visse un solo giorno, a Valladolid, il 3 maggio 1509.

Agli altri due mariti Germana non diede alcun figlio. 
È invece controverso se, dalla sua relazione proibita col nipote acquisito Carlo V, figlio della figlia di Ferdinando II dal primo matrimonio, sia nata una figlia, Isabella. 

## Ascendenza
|                           |                         |                              | Genitori                                 |  |  | Nonni |  |  | Bisnonni              |  |  | Trisnonni                      |  |
|                           |                         |                              |                                          |  |  |       |  |  | Jean I, conte di Foix |  |  | Archambaud, signore di Grailly |  |
|                           |                         |                              |                                          |  |  |       |  |  | Jean I, conte di Foix |  |  | Archambaud, signore di Grailly |  |
|                           |                         | Isabelle, contessa di Foix   |                                          |  |  |       |  |  | Jean I, conte di Foix |  |  |                                |  |
| Gaston IV, conte di Foix  |                         |                              |                                          |  |  |       |  |  | Jean I, conte di Foix |  |  |                                |  |
|                           |                         | Jeanne d'Albret              | Charles I, signore d'Albret              |  |  |       |  |  |                       |  |  |                                |  |
|                           |                         | Jeanne d'Albret              | Charles I, signore d'Albret              |  |  |       |  |  |                       |  |  |                                |  |
|                           |                         | Jeanne d'Albret              | Marie de Sully, principessa di Boisbelle |  |  |       |  |  |                       |  |  |                                |  |
| Jean, conte d'Étampes     |                         | Jeanne d'Albret              |                                          |  |  |       |  |  |                       |  |  |                                |  |
|                           |                         | Juan II, re d'Aragona        | Fernando I, re d'Aragona                 |  |  |       |  |  |                       |  |  |                                |  |
|                           |                         | Juan II, re d'Aragona        | Fernando I, re d'Aragona                 |  |  |       |  |  |                       |  |  |                                |  |
|                           |                         | Juan II, re d'Aragona        | Leonor, contessa d'Alburquerque          |  |  |       |  |  |                       |  |  |                                |  |
| Leonor, regina di Navarra |                         | Juan II, re d'Aragona        |                                          |  |  |       |  |  |                       |  |  |                                |  |
|                           |                         | Blanche I, regina di Navarra | Charles III, re di Navarra               |  |  |       |  |  |                       |  |  |                                |  |
|                           |                         | Blanche I, regina di Navarra | Charles III, re di Navarra               |  |  |       |  |  |                       |  |  |                                |  |
|                           |                         | Blanche I, regina di Navarra | Leonor de Trastámara                     |  |  |       |  |  |                       |  |  |                                |  |
| Germaine de Foix          |                         | Blanche I, regina di Navarra |                                          |  |  |       |  |  |                       |  |  |                                |  |
|                           | Louis I, duca d'Orléans | Charles V, re di Francia     |                                          |  |  |       |  |  |                       |  |  |                                |  |
|                           | Louis I, duca d'Orléans | Charles V, re di Francia     |                                          |  |  |       |  |  |                       |  |  |                                |  |
|                           | Louis I, duca d'Orléans | Jeanne de Bourbon            |                                          |  |  |       |  |  |                       |  |  |                                |  |
| Charles I, duca d'Orléans | Louis I, duca d'Orléans |                              |                                          |  |  |       |  |  |                       |  |  |                                |  |
|                           |                         | Valentina Visconti           | Gian Galeazzo Visconti                   |  |  |       |  |  |                       |  |  |                                |  |
|                           |                         | Valentina Visconti           | Gian Galeazzo Visconti                   |  |  |       |  |  |                       |  |  |                                |  |
|                           |                         | Valentina Visconti           | Isabelle de Valois                       |  |  |       |  |  |                       |  |  |                                |  |
| Marie d'Orléans           |                         | Valentina Visconti           |                                          |  |  |       |  |  |                       |  |  |                                |  |
|                           |                         | Adolf I, duca di Kleve       | Adolf III, conte di Mark                 |  |  |       |  |  |                       |  |  |                                |  |
|                           |                         | Adolf I, duca di Kleve       | Adolf III, conte di Mark                 |  |  |       |  |  |                       |  |  |                                |  |
|                           |                         | Adolf I, duca di Kleve       | Margarethe von Berg                      |  |  |       |  |  |                       |  |  |                                |  |
| Maria von Kleve           |                         | Adolf I, duca di Kleve       |                                          |  |  |       |  |  |                       |  |  |                                |  |
|                           |                         | Marie de Bourgogne           | Jean I, duca di Borgogna                 |  |  |       |  |  |                       |  |  |                                |  |
|                           |                         | Marie de Bourgogne           | Jean I, duca di Borgogna                 |  |  |       |  |  |                       |  |  |                                |  |
|                           |                         | Marie de Bourgogne           | Margarete von Bayern                     |  |  |       |  |  |                       |  |  |                                |  |
|                           |                         | Marie de Bourgogne           |                                          |  |  |       |  |  |                       |  |  |                                |  |